# Parco nazionale delle Cascate Vittoria
Il parco nazionale delle Cascate Vittoria, nel nord-ovest dello Zimbabwe, è una zona a protezione delle rive sud e orientali del fiume Zambesi nell'area delle Cascate Vittoria. Si estende lungo il fiume Zambesi dal più grande parco nazionale dello Zambesi, a circa 6  km a monte delle cascate, fino a circa 12  km a valle.
Il parco ricade all'interno dell'Area di conservazione transfrontaliera Okavango-Zambesi.
Il parco è costituito da una foresta pluviale che cresce sotto l'impulso degli spruzzi (aerosol) generati dalle cascate. Comprende  felci, palme, liane e alberi come il mogano non presenti altrove nella regione. Il parco si trova nell'ecoregione della savana alberata a mopane dello Zambesi.
I visitatori hanno la possibilità di vedere l'elefante africano, il bufalo africano, il rinoceronte bianco meridionale, l'ippopotamo, l'eland comune e diverse varietà di antilope nel corso di safari fotografici in fuoristrada o a piedi. Sulle rive del fiume si può vedere il coccodrillo del Nilo che si crogiola al sole, anche nel vicino allevamento, Crocodile Ranch, dove possono essere osservati in maniera più sicura.
Per l'alloggio vi è un campo tendato nel parco nazionale dello Zambesi oltre a numerosi hotel e resort a Victoria Falls e nei dintorni che costituiscono il confine occidentale del parco.
Nella zona è endemica la malaria.